# 木村建設 (熊本県八代市)
木村建設株式会社（きむらけんせつ、英称 Kimura Construction Co., Ltd.）は、かつて熊本県八代市に本社を置いていた建設会社である。

## 沿革
- 1963年 - 木村盛好が創業。
- 1989年 - 東京事務所を設置し、東京に進出。
- 1993年 - 東京事務所を東京支店に昇格。
- 2005年11月21日 - 2005年に発覚した構造計算書偽造問題において施工した建築物が含まれていたことから、手形の不渡りを起こした。
- 2005年12月21日 - 自己破産を申し立てた。

## 構造計算書偽造問題
- 構造計算書偽造問題で同社の元東京支店長と社長の木村盛好が2005年の12月14日に国会の証人喚問に呼ばれた。
- これ以外に、構造計算書偽造問題で所長が証人喚問された総合経営研究所と木村建設が共同建築した老人ホーム「やすらぎの里さくら館」で2006年1月に火災により全焼し入居者7名が死亡した事故で、構造的な欠陥があるとの疑いがあると「日本グループホーム学会」が2006年4月に報告した。
- また、同年4月14日には、決算を粉飾していて、それを国土交通省に提出していた疑惑が浮上。警視庁などの合同捜査本部は、木村建設の木村社長や元東京支店長などの役員を建設業法違反の容疑で任意聴取し、4月26日に逮捕した。
- 元建築士の単独での偽造であったことが後に判明した。

## テレビ広告
- かつて木村建設は、熊本県内を中心にテレビCMを流していた。そのCMの中で、木村建設の95%はまじめ社員であるという円グラフを出していた（ちなみに5%はその他となっていた）。
- 熊本市の同名会社とは無関係。そのため、混同されるのを防ぐためかCMでは「八代 木村建設」を呼称していた。
- 「うちのパ～パはまじめパパ」の出だしだった。